# جایزه ملی فیلم (بنگلادش)
جایزه ملی فیلم (بنگالی: জাতীয় চলচ্চিত্র পুরস্কার) نامِ مهمترین جایزه سینمایی در کشور بنگلادش است که از سال ۱۹۷۵ میلادی، به برترین‌های سینمای این کشور اهدا شده است.
این جایزه توسط دولت بنگلادش بنیان نهاده شده و اعضای هیئت داوران، توسط دولت این کشور تعیین می‌شوند و مراسم آن همه‌ساله در شهر داکا برگزار می‌گردد.
از سال ۲۰۰۹ میلادی یک جایزه جدید به نام «یک عمر دستاورد هنری» به این سری جوایز اضافه شده است.